# Ardegão, Arnozela e Seidões
Ardegão, Arnozela e Seidões (llamada oficialmente União de Freguesias de Ardegão, Arnozela e Seidões) es una freguesia portuguesa del municipio de Fafe, distrito de Braga.

## Historia
La freguesia fue creada el 28 de enero de 2013 con el nombre de União das Freguesias de Ardegão, Arnozela e Seidões en aplicación de una resolución de la Asamblea de la República de Portugal promulgada el 16 de enero de 2013 con la unión de las freguesias de Ardegão, Arnozela y Seidões, pasando a estar situada su sede en la antigua freguesia de Seidões. Esta denominación se mantuvo hasta el 28 de marzo de 2013 que pasó a llamarse con su actual nombre en aplicación de la Declaración de Rectificación n.º 19/2013 que corregía su denominación.

## Demografía
| Gráfica de evolución demográfica de Ardegão, Arnozela e Seidões entre 2011 y 2021 |
|                                                                                   |
| Datos según el nomenclátor publicado por el INE portugués.                        |